# チオファネートメチル
チオファネートメチル（thiophanate-methyl）は、ベンゾイミダゾール系の殺菌剤として使われている。分解物のカルベンダジムが微小管に結合することにより有糸分裂を阻害することで殺菌活性を有する。

## 用途
殺菌剤の主な商品名は「トップジンM」で、水和剤、粉剤、ゾル剤、ペースト、オイルペーストなどとして農薬メーカーで製造されている。この中で、オイルペースト（成分含量20%)は、リンゴ、イチジクなどの腐乱病に有効であり、病斑部を削り取って塗布すると、成分が植物体内に移行し、病原菌を殺滅する。
混合剤も下記に示すものが商品化されている。
アレスリン・チオファネートメチル剤
- トップジンMSエアゾル、リピートA（アレスリン・チオファネートメチルエアゾル） - 家庭園芸用。ばら、きくのアブラムシ、うどんこ病に登録があった。登録失効。

アセタミプリド・チオファネートメチル剤
- カダン　モスピランT（アセタミプリド・チオファネートメチルエアゾル） - 家庭園芸用で、花卉・花木の病害虫に使用する。登録失効。
- モスピラン・トップジンMスプレー（同水和剤） - 家庭園芸用で、主に野菜の病害虫に使用する。

フェンプロパトリン・アセタミプリド・チオファネートメチル剤
- モストップジンRスプレー（フェンプロパトリン・アセタミプリド・チオファネートメチル水和剤） - 家庭園芸用で、主に花卉・野菜の病害虫に使用する。

ペルメトリン・チオファネートメチル剤
- カダンSPII（ペルメトリン・チオファネートメチルエアゾル） - 登録失効

イミノクタジン酢酸塩・チオファネートメチル剤
- ベフトップジンフロアブル（イミノクタジン酢酸塩・チオファネートメチル水和剤）

MEP・チオファネートメチル剤
- スミトップM粉剤（MEP・チオファネートメチル粉剤）

ジエトフェンカルブ・チオファネートメチル剤
- ゲッター水和剤（ジエトフェンカルブ・チオファネートメチル水和剤） - ジエトフェンカルブはチオファネートメチルの耐性菌にのみ作用する。

ジチアノン・チオファネートメチル剤
- デランT水和剤（ジチアノン・チオファネートメチル水和剤）

チウラム・チオファネートメチル剤
- ホーマイ水和剤（チウラム・チオファネートメチル水和剤） - 種子及び球根消毒剤であり、浸漬、吹付け又は粉衣、種子処理機により使用する。また、芝生殺菌剤としても使用される。
- ホーマイコート（同上） - 種子及び球根消毒剤であり、こちらは専ら粉衣により使用する。また、固着性があり付着性、効果の持続性が良いことから果樹の休眠期防除剤としても使用される。

ストレプトマイシン・チオファネートメチル剤
- アタッキン水和剤（ストレプトマイシン・チオファネートメチル水和剤）

チオファネートメチル・トリフルミゾール剤
- ルミライト水和剤（チオファネートメチル・トリフルミゾール水和剤）

チオファネートメチル・マンネブ剤
- ラビライト水和剤（チオファネートメチル・マンネブ水和剤）